# Le Bignon
Cet article possède un paronyme, voir Bignon.
Le Bignon est une commune de l'Ouest de la France, située dans le département de la Loire-Atlantique, en région Pays de la Loire.
La commune fait partie de la Bretagne historique, dans le Pays nantais.

## Géographie

Situation de la commune du Bignon dans le département de la Loire-Atlantique.

Le Bignon est situé à 16 km au sud de Nantes, au départ de l'autoroute A83 Nantes-Niort, qui permet notamment de rejoindre l'autoroute A10, Paris-Bordeaux.
| Pont-Saint-Martin | Les Sorinières | Vertou          |
| La Chevrolière    | Bignon         | Château-Thébaud |
| Geneston          |                | Montbert        |

### Climat
Pour des articles plus généraux, voir Climat des Pays de la Loire et Climat de la Loire-Atlantique.
En 2010, le climat de la commune est de type climat océanique franc, selon une étude du CNRS s'appuyant sur une série de données couvrant la période 1971-2000. En 2020, Météo-France publie une typologie des climats de la France métropolitaine dans laquelle la commune est exposée à un climat océanique et est dans la région climatique  Bretagne orientale et méridionale, Pays nantais, Vendée, caractérisée par une faible pluviométrie en été et une bonne insolation. 
Pour la période 1971-2000, la température annuelle moyenne est de 12,1 °C, avec une amplitude thermique annuelle de 13,5 °C. Le cumul annuel moyen de précipitations est de 824 mm, avec 12,6 jours de précipitations en janvier et 6,1 jours en juillet. Pour la période 1991-2020, la température moyenne annuelle observée sur la station météorologique de Météo-France la plus proche, « Haie-Fouassière », sur la commune de La Haie-Fouassière à 10 km à vol d'oiseau, est de 12,8 °C et le cumul annuel moyen de précipitations est de 858,5 mm,. Pour l'avenir, les paramètres climatiques de la commune estimés pour 2050 selon différents scénarios d'émission de gaz à effet de serre sont consultables sur un site dédié publié par Météo-France en novembre 2022.

## Urbanisme

### Typologie
Au 1er janvier 2024, Le Bignon est catégorisée bourg rural, selon la nouvelle grille communale de densité à sept niveaux définie par l'Insee en 2022.
Elle appartient à l'unité urbaine de Le Bignon, une unité urbaine monocommunale constituant une ville isolée,. Par ailleurs la commune fait partie de l'aire d'attraction de Nantes, dont elle est une commune de la couronne,. Cette aire, qui regroupe 116 communes, est catégorisée dans les aires de 700 000 habitants ou plus (hors Paris),.

### Occupation des sols
L'occupation des sols de la commune, telle qu'elle ressort de la base de données européenne d’occupation biophysique des sols Corine Land Cover (CLC), est marquée par l'importance des territoires agricoles (86,4 % en 2018), en diminution par rapport à 1990 (89,6 %). La répartition détaillée en 2018 est la suivante : 
zones agricoles hétérogènes (47 %), prairies (21,7 %), terres arables (16,2 %), forêts (5,2 %), zones urbanisées (4 %), zones industrielles ou commerciales et réseaux de communication (3,3 %), cultures permanentes (1,5 %), espaces verts artificialisés, non agricoles (1,1 %). L'évolution de l’occupation des sols de la commune et de ses infrastructures peut être observée sur les différentes représentations cartographiques du territoire : la carte de Cassini (XVIIIe siècle), la carte d'état-major (1820-1866) et les cartes ou photos aériennes de l'IGN pour la période actuelle (1950 à aujourd'hui).

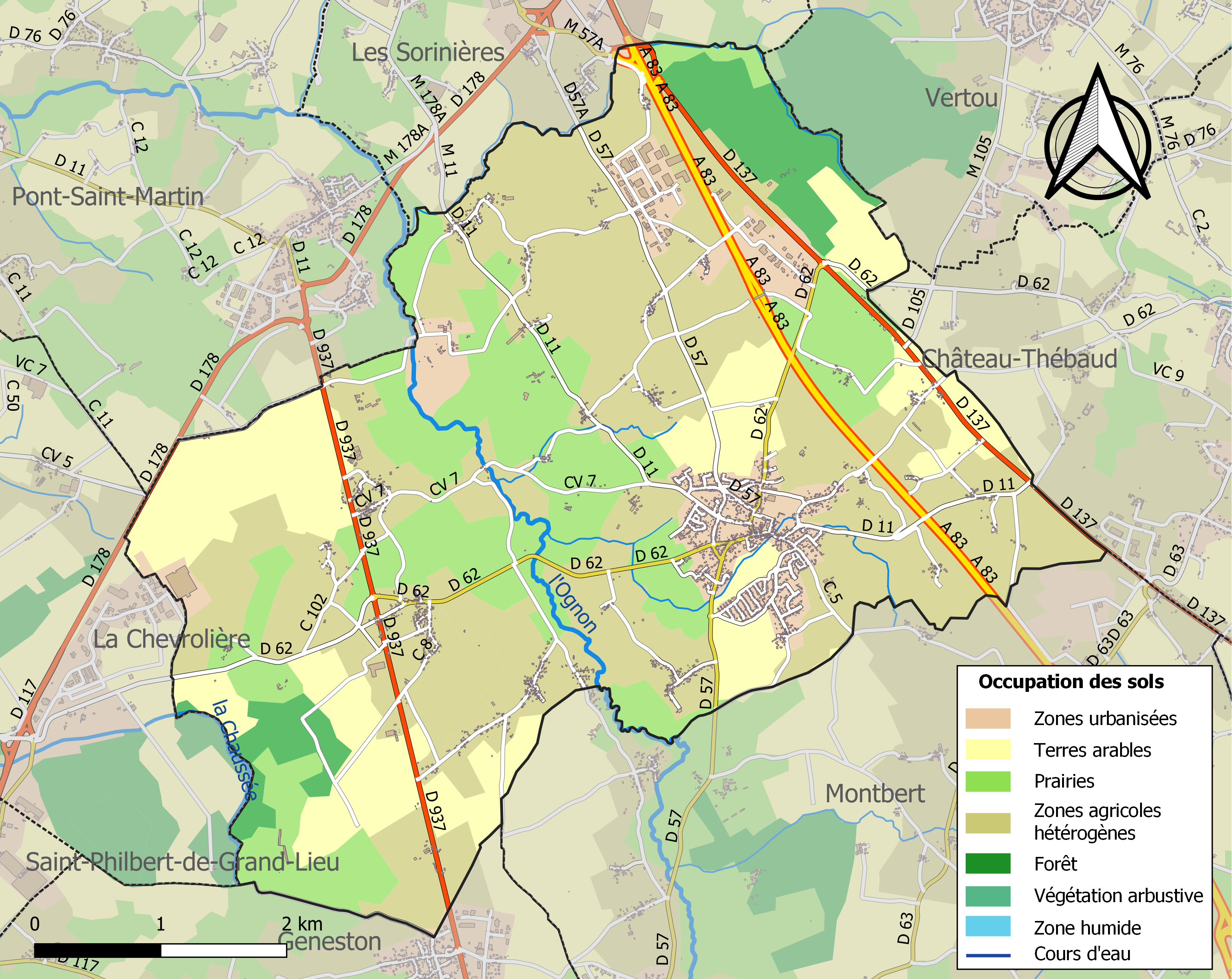
Carte des infrastructures et de l'occupation des sols de la commune en 2018 (CLC).

## Toponymie
Attestée sous les formes de Brigno en 1130, le Bugnon en 1287, Le Bignon au XVIIe siècle. On retrouve le toponyme Bignon dans plusieurs endroits notamment en Anjou et Mayenne. Le nom du Bignon viendrait du gaulois bugn : « source ». Selon Jean-Yves Le Moing, cela peut se justifier par la position du bourg situé sur une pente, et le ruisselet qui y passe.
En gallo, la langue d'oïl locale, le nom de la commune s'écrit Le Beugnan ou Le Bignon selon l'écriture ABCD; Le Binyon selon l'écriture ELG ou L'Bignon selon l'écriture MOGA. En gallo, le nom de la commune se prononce [lbə.ɲã] ou [lbi.ɲɔ̃],.

## Histoire
Un micro toponyme la Fontaine aux Fées, plus officiellement appelé la Fontaine aux Moines, atteste depuis la première moitié du XVIIe siècle le souvenir d'un plausible culte aux divinités des eaux jaillissantes (ou des bois), culte qui aurait pu être à l'origine même de l'agglomération.
Des pierres polies ont été trouvées en plusieurs lieux de la commune, indiquant une occupation dès le néolithique. Près du village du Landreau, un micro-toponyme Tombelaine fait peut-être référence à un tombeau celtique. Le site du Silureday (ancien Silevreda) a livré un habitat de l'âge du fer.
Au Moyen Âge, la châtellenie de Touffou commande l'accès sud de Nantes : elle est l'une des forteresses qui protègent la frontière du duché de Bretagne. Elle est démantelée sous Louis XIII.
En 1788, la paroisse du Bignon compte environ 2000 âmes.
Le 18 mai 1794, le général Crouzat, commandant le poste de Roulière, écrit à son chef : « ...la patrouille de grenadiers que j'avais envoyés hier en avant du camp m'a rapporté qu'il y avait encore des habitants dans le village du Bignon, et que ce village n'était pas brûlé ! J'ai en conséquence fait partir ce matin, à 2 heures précises un bataillon et 8 chasseurs pour aller brûler ledit village, ce qui a été exécuté. Les fours ont été détruits, le feu a été mis aux moulins... »
Le 31 mai 1865, son démembrement a donné naissance à la commune des Sorinières.
En 1914, 327 Bignonais partiront au front, pour une bonne part aux 64e, 264e et 65e régiments d'infanterie. 83 d'entre eux ne reviendront pas.

## Emblèmes

### Héraldique
| Blason | Blasonnement : De gueules à trois flacons d'or. Commentaires : Sceau de la juridiction du Bignon utilisé par E. Gervrier, seigneur du Bignon et des Bouteilles, en 1696 (brevet d'Hozier). Délibération municipale du 3 novembre 1977. |

### Devise
La devise du Bignon est[réf. nécessaire] « Sagesse et progrès ».

## Population et société

### Démographie
Selon le classement établi par l'Insee, Le Bignon fait partie de l'aire urbaine, de la zone d'emploi et du bassin de vie de Nantes. Elle n'est intégrée dans aucune unité urbaine. Toujours selon l'Insee, en 2010, la répartition de la population sur le territoire de la commune était considérée comme « peu dense » : 98 % des habitants résidaient dans des zones « peu denses » et 2 % dans des zones « très peu denses ».

#### Évolution démographique
La commune est démembrée partiellement en 1865 pour la création des Sorinières.
L'évolution du nombre d'habitants est connue à travers les recensements de la population effectués dans la commune depuis 1806. Pour les communes de moins de 10 000 habitants, une enquête de recensement portant sur toute la population est réalisée tous les cinq ans, les populations de référence des années intermédiaires étant quant à elles estimées par interpolation ou extrapolation. Pour la commune, le premier recensement exhaustif entrant dans le cadre du nouveau dispositif a été réalisé en 2007.

En 2022, la commune comptait 3 967 habitants, en évolution de +6,7 % par rapport à 2016 (Loire-Atlantique : +6,68 %, France hors Mayotte : +2,11 %).
| 1806  | 1821  | 1836  | 1841  | 1846  | 1851  | 1856  | 1861  | 1866  |
| ----- | ----- | ----- | ----- | ----- | ----- | ----- | ----- | ----- |
| 1 643 | 1 833 | 1 962 | 2 032 | 2 100 | 2 205 | 2 155 | 2 119 | 1 833 |

| 1872  | 1876  | 1881  | 1886  | 1891  | 1896  | 1901  | 1906  | 1911  |
| ----- | ----- | ----- | ----- | ----- | ----- | ----- | ----- | ----- |
| 1 805 | 1 805 | 1 842 | 1 825 | 1 823 | 1 747 | 1 727 | 1 734 | 1 692 |

| 1921  | 1926  | 1931  | 1936  | 1946  | 1954  | 1962  | 1968  | 1975  |
| ----- | ----- | ----- | ----- | ----- | ----- | ----- | ----- | ----- |
| 1 490 | 1 482 | 1 409 | 1 302 | 1 269 | 1 414 | 1 438 | 1 471 | 1 880 |

| 1982  | 1990  | 1999  | 2006  | 2007  | 2012  | 2017  | 2022  | - |
| ----- | ----- | ----- | ----- | ----- | ----- | ----- | ----- | - |
| 2 279 | 2 378 | 2 583 | 3 111 | 3 184 | 3 454 | 3 770 | 3 967 | - |

#### Pyramide des âges
La population de la commune est relativement jeune.
En 2018, le taux de personnes d'un âge inférieur à 30 ans s'élève à 38,9 %, soit au-dessus de la moyenne départementale (37,3 %). À l'inverse, le taux de personnes d'âge supérieur à 60 ans est de 20,1 % la même année, alors qu'il est de 23,8 % au niveau départemental.
En 2018, la commune comptait 1 935 hommes pour 1 905 femmes, soit un taux de 50,39 % d'hommes, légèrement supérieur au taux départemental (48,58 %).
Les pyramides des âges de la commune et du département s'établissent comme suit.
| Hommes | Classe d’âge | Femmes |
| ------ | ------------ | ------ |
| 0,2    | 90 ou +      | 0,5    |
| 3,8    | 75-89 ans    | 5,8    |
| 14,7   | 60-74 ans    | 15,0   |
| 21,3   | 45-59 ans    | 19,2   |
| 20,7   | 30-44 ans    | 20,8   |
| 15,9   | 15-29 ans    | 17,2   |
| 23,4   | 0-14 ans     | 21,4   |

| Hommes | Classe d’âge | Femmes |
| ------ | ------------ | ------ |
| 0,6    | 90 ou +      | 1,8    |
| 6      | 75-89 ans    | 8,6    |
| 15,1   | 60-74 ans    | 16,4   |
| 19,4   | 45-59 ans    | 18,8   |
| 20,1   | 30-44 ans    | 19,3   |
| 19,2   | 15-29 ans    | 17,4   |
| 19,5   | 0-14 ans     | 17,6   |

## Lieux et monuments
- Abbaye de Villeneuve, anciennement située sur le territoire de la commune avant son démembrement ;
- Château de l'Épinay, reconstruit dans la première moitié du XIXe siècle par Louis Joseph Julien de Mélient, maire du Bignon de 1815 à 1830[40].